# Francesco Torbido
Francesco Torbido (Venècia, 1486- Verona, 1562), també conegut com «Il Moro», va ser un pintor italià entre el període del renaixement i el manierisme, va estar actiu activo principalment a Verona i Venècia.

## Biografia
Va estudiar a la seva ciutat natal de Venècia amb l'artista Giorgione i després va anar a Verona al servei del comte Zenovello Giusti, amb la filla del qual es va casar. En aquesta ciutat va ser alumne del pintor Liberale da Verona, que el va adoptar com el seu hereu. Va fer amb pintura al fresc, el 1534, per a la capella major de la catedral de Verona, una sèrie d'escenes que representen la vida de la Mare de Déu entre les quals hi ha la Nativitat, Presentació al Temple i una Assumpció -feta inspirant-se en el disseny de Giulio Romano- Una altra de les seves obres és la Mare de Déu amb l'Infant en la Glòria, que es troba a l'Església de San Fermo. També va realitzar diversos retrats, entre ells dos autoretrats.
Altres obres van ser destinades pel retaule La Mare de Déu i sants de la Basílica de San Zeno (1520). El 1535 en el Friül, va pintar els frescs de l'Abadia de Rosazzo, la Transfiguració de Jesús, La vocació de Pere i Andreu, el de la Pesca en el llac de Genesaret, i les figures dels evangelistes amb característiques simbòliques. Al voltant de 1540, en Santa Eufèmia va realitzar la Santa Barbara a la Glòria amb Sant Antoni i Sant Roc, amb un augment de llum i colors foscos. Després de 1546 a Venècia, la ciutat del seu naixement, va pintar quatre escenes del Gènesi per a l'Escola de la Santíssima Trinitat.